# 江戸川区郷土資料室
江戸川区郷土資料室（えどがわくきょうどしりょうしつ）は、東京都江戸川区松島一丁目にある区立博物館。江戸川区の歴史、そこに住む人達の生活や文化などの資料を保存、展示して児童生徒の郷土学習に資することを目的として開設された。
江戸川区区民センター「グリーンパレス」の3階フロアにある。2000年（平成12年）に郷土の歩みが分かる展示を目指して改修、2008年（平成20年）にはグリーンパレスの耐震補強工事に伴い、常設展示をよりコンパクトに再構成した。

## 概要
常設展示1.では江戸川区のあゆみと題して、考古学的な発掘品から江戸時代の検地帳、大八車、太平洋戦争当時の記録から、戦後、江戸川区が誕生するまでを、常設展示室2.では地元の産業や生活、文化を紹介、常設展示3.では川や海と密接な関わりを持ってきた歴史を漁具や船舶模型、水辺の鳥の剥製などで紹介している。他に企画展示コーナーがある。なお、歴史的な古文書や古地図、文化財についての資料などば江戸川区立図書館でデジタル資料として、インターネット上からも閲覧できる。

## 開館時間
- 開館：9:00 - 17:00
- 休館：祝日及び振替休日・国民の休日（祝日法上の休日）、年末年始（12月28日から翌年1月4日まで）、グリーンパレス休館日
- 観覧料　無料

15名以上の団体での見学は、事前に観覧予約要

## 交通アクセス
- バス（都営・京成バス）

JR総武線新小岩駅から都営バス(新小21、22、錦27、27-2)、もしくは京成バス(小74、篠01)で「江戸川区役所前」停留所　下車　徒歩2分
- 徒歩

JR総武線新小岩駅北口より　徒歩18分

## 近在の施設
- 江戸川区総合文化センター - 大ホール、小ホールがあり、演劇、音楽等の催しが行われる。
- 東京都立江戸川高等学校